# Guido Grabow
Guido Grabow (n. 7 octombrie 1959, Witten, Germania) este un tâmplar german, medaliat olimpic. A participat la 2 ediții ale Jocurilor Olimpice (1984, 1988) în care a câștigat o medalie de bronz.